# Theodoor Wilkens

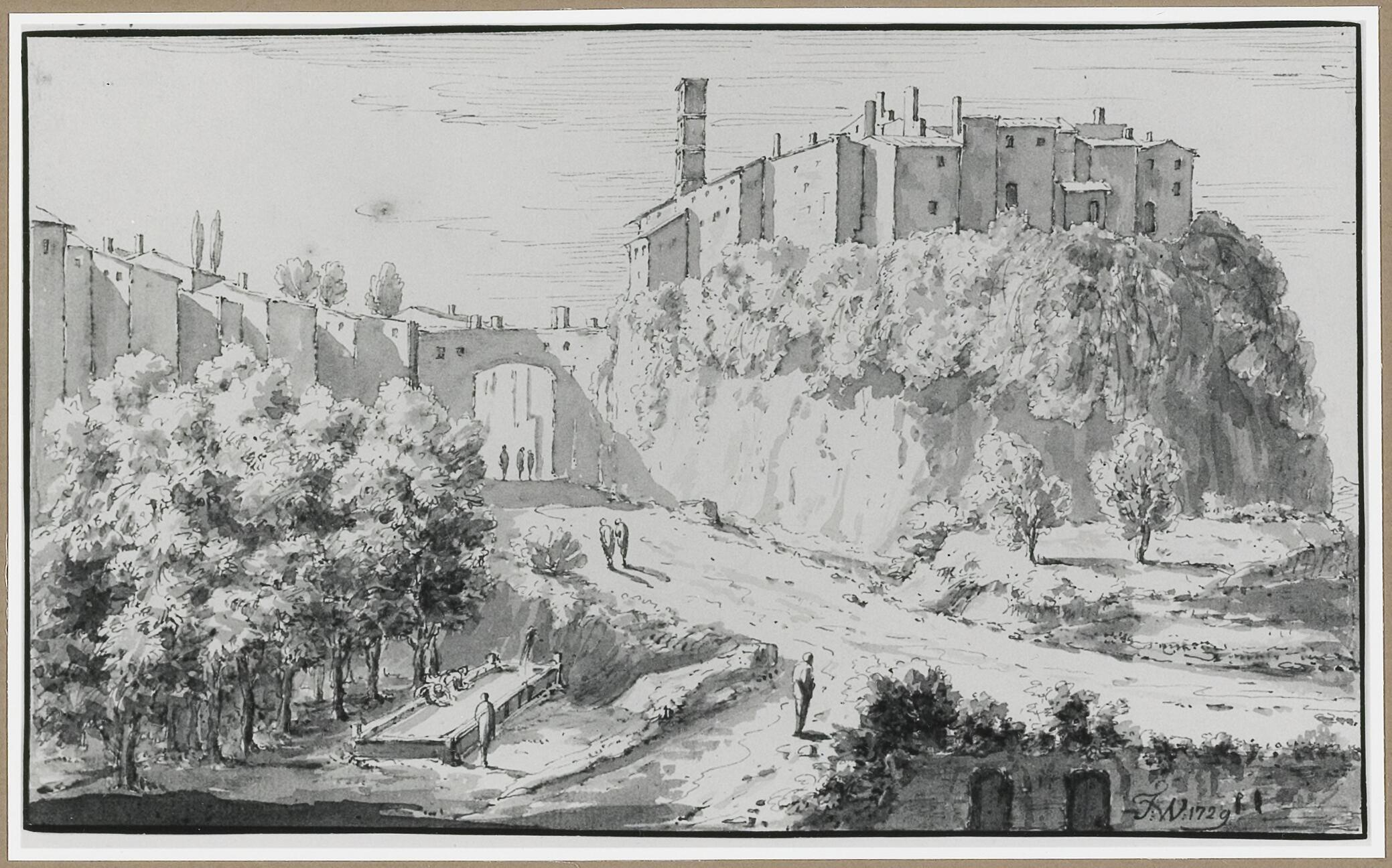
Wasplaats buiten Italiaans stadje, 1729

Theodoor Wilkens of Theodorus Wilkens (bijnaam Goedewil) (Amsterdam, rond 1690 – aldaar, 1748) was een Nederlands kunstschilder en tekenaar die gespecialiseerd was in landschappen.

## Levensloop
Er is niets bekend over zijn opleiding.  Volgens de zeventiende-eeuwse biograaf Arnold Houbraken was Wilkens in 1711 al in Rome. Hij werd lid van de Bentvueghels, een vereniging van voornamelijk Nederlandse en Vlaamse kunstenaars werkzaam in Rome.  Hij nam de bijnaam (de zogenaamde bentnaam) ‘Goedwil’ in de vereniging.
Houbraken vertelt een anekdote over Wilkens.  Wilkens zou met de Antwerpse schilder Hendrik Frans van Lint naar Rome zijn gereisd. In het oude stadje Ronciglione in de buurt van Rome zagen ze ruïnes op een berg die ze de moeite vonden om te tekenen, Toen ze zich hadden opgesteld met hun parasol en portfolio verzamelde zich geleidelijk aan een menigte op de ruïnes.  Ze wisten niet waarom dat was maar blijkbaar vermoedden de plaatselijke bewoners dat ze tovenaars waren.  Dit vermoeden werd nog versterkt toen onder de druk van de massa een gedeelte van het oude middeleeuwse gedeelte van de stad dat ze aan het schetsen waren instortte.  De menigte stormde op hen toe maar ze werden gered door een gerechtsdienaar die hen naar de gouverneur bracht. Hier deden ze hun verhaal en ze werden vrijgelaten waardoor ze de volgende dag de stad konden verlaten.
Terug in Amsterdam gebruikte Wilkens zijn Italiaanse schetsen om nieuwe tekeningen te maken. Zijn Italiaanse landschappen dateren uit de periode van 1715 tot 1744.

## Werken
Hij was gespecialiseerd in afbeeldingen van landschappen en architectuur. Geen enkel schilderij van zijn hand is overgeleverd zodat zijn werk enkel bekend is door zijn tekeningen. Hij werkte in een Italianiserende stijl die beïnvloed lijkt door  Nederlandse landschapsschilders Albert Meijeringh en Johannes Glauber die ook in Italië werkten.  De tekeningen van Wilkens lijken ook op sommige werken van Caspar van Wittel. Beide kunstenaars waren op hetzelfde moment in Rome en de stilistische gelijkenissen tussen hun werk maakt het aannemelijk dat de twee kunstenaars elkaar kenden in Rome.